# Pterolophia fletcheri
Pterolophia fletcheri là một loài bọ cánh cứng trong họ Cerambycidae.